# Лучна (потік)
Лучна (словац. Lúčna) — річка; ліва притока Турця, протікає в окрузі Турчянські Теплиці.
Довжина приблизно 6,5—7,0 км. Витік знаходиться в масиві Ж'яр (геоморфологічна підодиниця Гореньово; схил гори Немцово) — на висоті приблизно 795 метрів.
Протікає територією села Дубове. Впадає у Турець на висоті приблизно 480-485 метрів.